# 알레시 비달
알레시 비달 파레우(카탈루냐어: Aleix Vidal Parreu, 1989년 8월 21일 ~ )는 스페인의 축구 선수로, 포지션은 오른쪽 수비수이다. 현재 스페인 라리가의 에스파뇰 소속이다.